# 이정아 (가수)
이정아(1987년 4월 17일 ~ )는 대한민국의 가수다. 2011년 디지털 싱글 앨범 [이정아]로 데뷔했다.

## 방송
- 슈퍼스타K 3 - Top9(8위)